# Diskmag
Ein Diskmag ist eine elektronische Zeitschrift, die mit Hilfe eines Computers gelesen werden kann. Das Silbenwort „Diskmag“ steht für „Disketten-Magazin“ (englisch disk magazine). Vor dem Aufschwung des Internets Mitte der 1990er-Jahre war die Weitergabe auf Disketten an persönliche oder mit Hilfe von Offertenblättern wie dem Computer-Flohmarkt geknüpfte Kontakte der übliche Weg zur Verbreitung der zumeist von technisch interessierten Laien autodidaktisch erstellten Magazine.

## Aufbau und Verbreitung
Diskmags unterscheiden sich von anderen elektronischen Publikationen (E-Mags u. ä.) dadurch, dass sie normalerweise in eine einzigartige grafische Benutzeroberfläche eingebettet sind. Diese wurde von Programmierern und Grafikern geschaffen, welche der Redaktion angehören. Zusätzlich enthalten die meisten Diskmags auch Hintergrundmusik.
Diskmags wurden von Beginn an nicht nur auf Disketten weitergegeben, sondern auch auf elektronischem Weg, zum Beispiel über Mailbox-Systeme (BBS) oder die zur jeweiligen Zeit verfügbaren Kanäle des Internets (FTP usw.). Die damit einhergehende freie Verfügbarkeit und Möglichkeit der Vervielfältigung war bei den meisten Diskmags ausdrücklich erwünscht.

## Zielgruppen
Vor allem für technisch interessierte Subkulturen waren Diskmags eine leicht verfügbare, kostengünstige Möglichkeit, ein eigenes Medium mit einem offizieller anmutenden Charakter zu schaffen als es beispielsweise ein elektronisches Text- oder Hypertext-Dokument könnte. Besonders in der Demoszene sind sie populär. Inhaltlich dreht es sich in den Magazinen häufig um Computer und Computerkunst. Viele Diskmags bedienen ganz spezielle Interessengruppen innerhalb ihrer Szene, beispielsweise Programmierer, Cracker oder ANSI-Künstler.
Manchmal wird der Begriff auch für kommerzielle Zeitschriften verwendet, die lediglich aus einem Deckblatt oder wenigen gedruckten Seiten bestehen und deren eigentlicher Nutzen durch die beigelegte Diskette begründet ist. Ein bekanntes Beispiel ist Magic Disk 64.

## Beispiele
Einige in der Demoszene bekannte PC-Diskmags in deutscher Sprache sind Hugi oder später Hugi.GER aus Österreich sowie WildMag und Cream aus Deutschland. Eines der populärsten und langlebigsten internationalen Diskmags war PAiN aus der Schweiz. Daneben entstanden sehr viele kurzlebige Diskmags, von denen oft nur ein oder zwei Ausgaben veröffentlicht wurden.
Diskmags gibt es für viele verschiedene Plattformen, vom IBM-PC über Commodore 64 und Amiga bis hin zu Videospiele-Konsolen wie der Dreamcast.
Das erste Diskmag auf dem Amiga trug den Namen Cracker Journal. Die erste Ausgabe wurde im Januar 1988 von der Gruppe Alpha Flight 1970 veröffentlicht. Es wurde zunächst in deutscher und anschließend in englischer Sprache herausgegeben.